# اتحاد مرسية لكرة القدم
اتحاد منطقة مرسية لكرة القدم يُرمز لهُ بـ(FFRM) هو اتحاد كرة قدم إقليمي مملوكٌ للاتحاد الملكي الإسباني لكرة القدم، أُسِّسَ عام 1924. ويُعتبر المسؤول عن تنظيم مُسابقات كرة القدم بكل أشكالها في منطقة مرسية ويقع مَقرهُ في مدينة مرسية.

## وصلات خارجية
- بِاللُّغة الإنجليزية.